# End of Refrain: Chiisana Hajimari
«End of Refrain: Chiisana Hajimari» es el tercer sencillo de la cantante japonesa de I've Sound, Kaori Utatsuki. Este sencillo fue incluido como parte del pack especial de sencillos, "Departed to the future", que fue publicado con motivo del décimo aniversario de la formación  de I've Sound. Posteriormente, este sencillo fue publicado por separado el día 29 de julio del año 2009. Es el primer sencillo de Kaori Utatsuki que no ha sido utilizado en ninguna serie de anime.
La canción usada como cara B de este sencillo es la versión en directo de Senecio, tema cuya versión original forma parte de Out flow, quinta recopilación de I've Sound, publicada en el 2003. Dicha versión en directo fue interpretada por la vocalista en el concierto "I've in Budokan 2009", que conmemoraba los diez años de la formación de la banda antes citada.
Este sencillo como de costumbre, fue publicado con Geneon, discográfica de la que la cantante forma parte. La publicación se efectuó en una única edición de CD y DVD. El DVD contiene el videoclip promocional de la canción titular de este sencillo. The DVD will contain the Promotional Video for End of Refrain: Chiisana Hajimari

## Canciones
1. End of Refrain: Chiisana Hajimari
Letra: KOTOKO
Composición: Tomoyuki Nakazawa
Arreglos: Tomoyuki Nakazawa y Takeshi Ozaki
2. Senecio (I've in Budokan 2009 live version)
Letra: KOTOKO
Composición y arreglos: Tomoyuki Nakazawa
3. End of refrain: Chiisana Hajimari  (Instrumental)
Composición: Tomoyuki Nakazawa
Arreglos: Tomoyuki Nakazawa y Takeshi Ozaki